# Журнал гражданского и уголовного права
Журна́л гражда́нского и уголо́вного пра́ва — журнал (до 1872 года (включительно) носил название Журнала гражданского и торгового права), который издавался в Санкт-Петербурге с 1871, сначала 6 раз, потом 10 раз в год.

## Издатели
А. А. Книрим и Н. Тур, позже — А. Книрим и Н. С. Таганцев (1873—1878 — редактор), затем Санкт-Петербургским юридическим обществом под редакцией В. М. Володимирова. В 1894 году был переименован в «Журнал Санкт-Петербургского юридического общества» и перешел под редакцию профессора В. Н. Латкина.

## Сотрудники
- Гедримович, Пётр Александрович
- Евреинова, Анна Михайловна
- Змирлов, Константин Павлович
- Тривус, Моисей Львович